# 威斯康 (佛羅里達州)
威斯康（英語：Wiscon）是位於美國佛羅里達州赫爾南多縣的一個人口普查指定地區。

## 地理
威斯康的座標為28°32′27″N 82°27′43″W / 28.54083°N 82.46194°W，而該地最高點為海拔高度26米（即85英尺）。

## 人口
根據2010年美國人口普查的數據，威斯康的面積為2.18平方千米，當中陸地面積為2.18平方千米，而水域面積為0.00平方千米。當地共有人口706人，而人口密度為每平方千米323人。